# Marcelo Cardozo
Marcelo Alejando Cardozo (La Plata, 8 dicembre 1987) è un calciatore argentino, difensore del Teodelina.

## Caratteristiche tecniche
È un terzino sinistro che può giocare anche da centrale.